# Cabdill de Lulu
El cabdill de Lulu (Poecilotriccus luluae) és un ocell de la família dels tirànids (Tyrannidae).

## Hàbitat i distribució
Habita el sotabosc de la selva pluvial del Perú septentrional.